# Ault Hucknall
Ault Hucknall (Inglês Antigo: Hucca's nook of land) é uma aldeia e paróquia civil no distrito de Bolsover em Derbyshire, Inglaterra. A população da paróquia civil no censo de 2011 era de 1,053.
Os moradores locais descrevem o assentamento como a "menor aldeia da Inglaterra", pois consiste apenas em uma igreja e três casas. O filósofo Thomas Hobbes foi sepultado na Igreja de São João Batista de Ault Hucknall após sua morte em 1679.
Hardwick Hall fica dentro dos limites da paróquia, que também inclui os assentamentos de Astwith, Bramley Vale, Doe Lea, Hardstoft, Rowthorne e Stainsby.